# Kabupaten de Mukomuko
Pour l’article homonyme, voir Mukomuko.

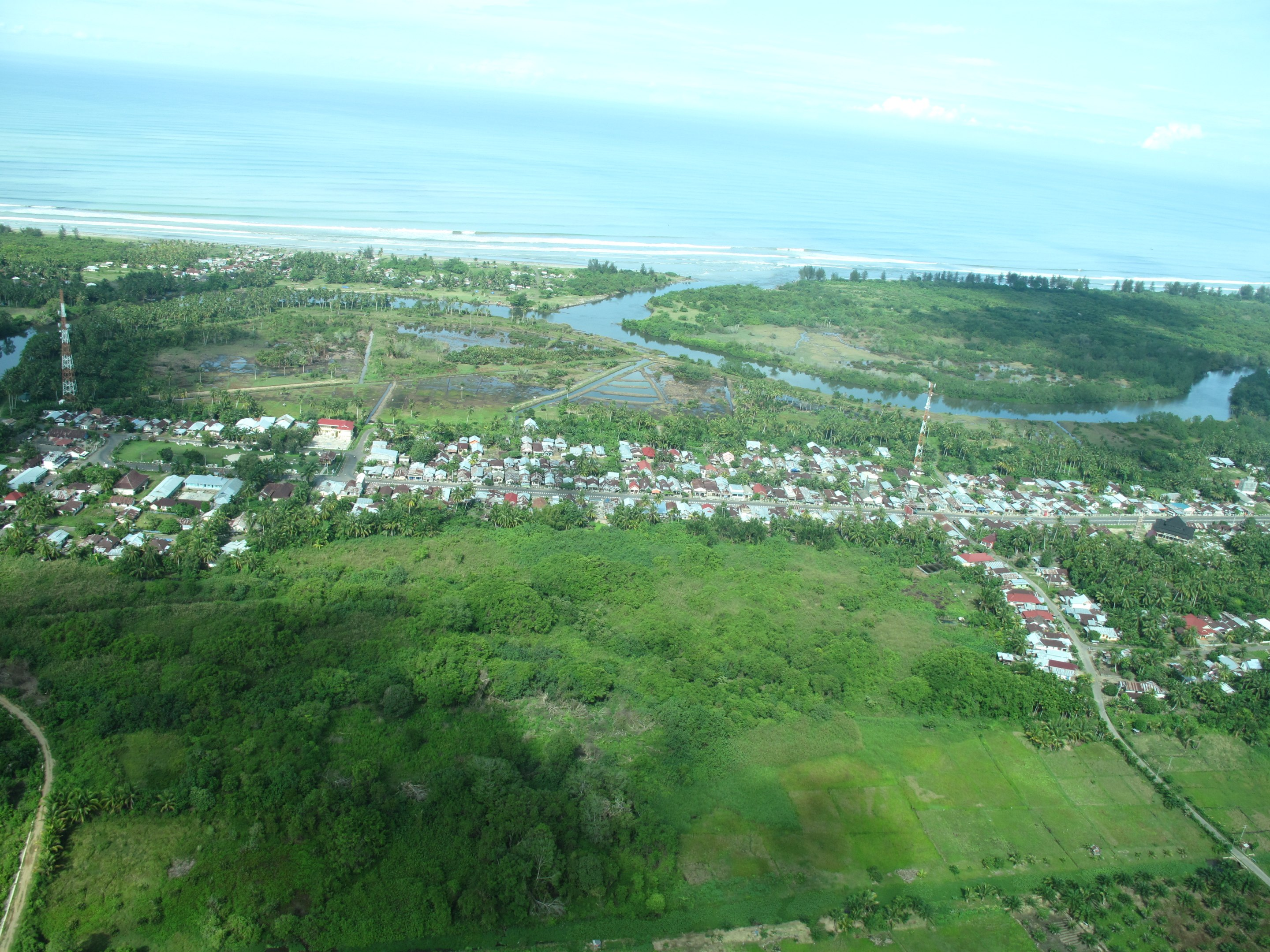
Vue aérienne de Mukomuko

Le kabupaten de Mukomuko, en indonésien Kabupaten Mukomuko, est un kabupaten d'Indonésie dans la province de Bengkulu. Il a été créé en 2003 par séparation de celui de Bengkulu du Nord.
La population autochtone de Mukomuko sont les Pekal.

## Transport

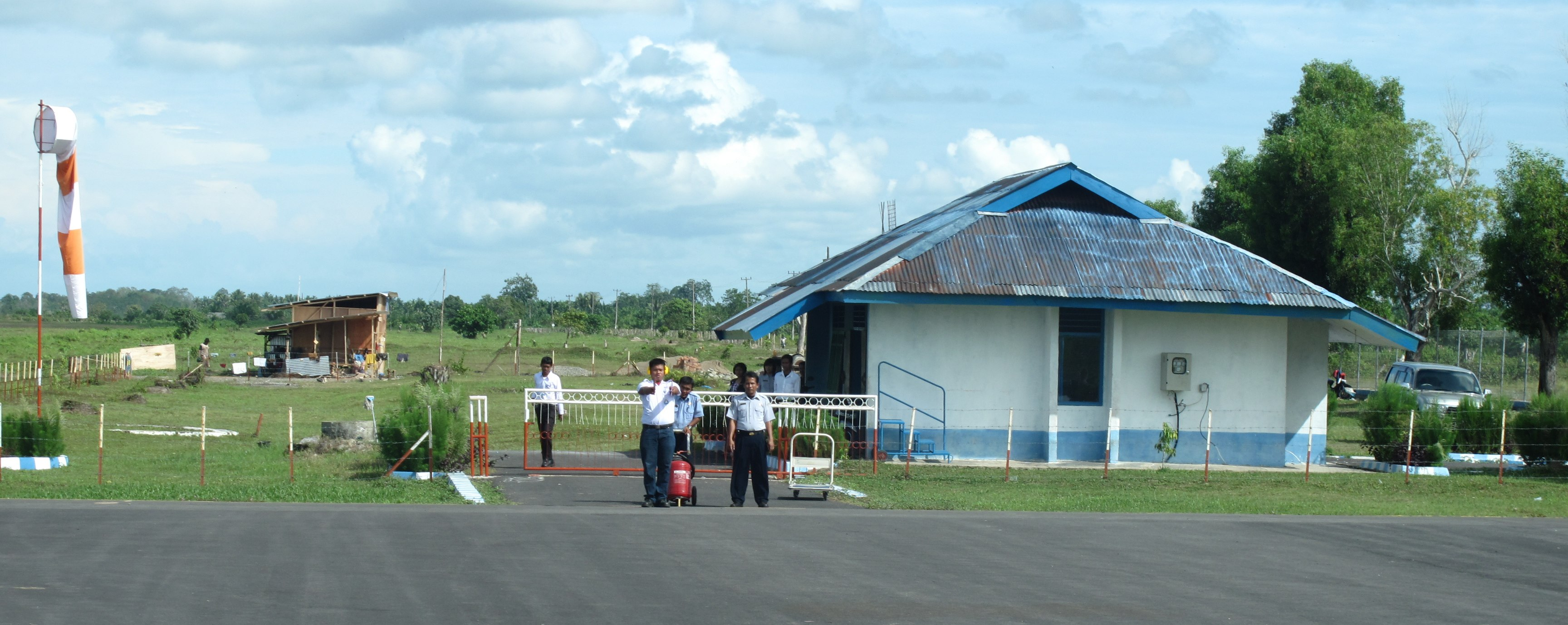
L'aéroport de Mukomuko